# Paul Tsongas
Paul Efthemios Tsongas (Lowell, 14 febbraio 1941 – Lowell, 18 gennaio 1997) è stato un politico statunitense, di origini greche.

## Biografia
È stato membro della Camera dei rappresentanti dal 1975 al 1979 (distretto n. 5 del Massachusetts) e senatore dal 1979 al 1985. Nel 1992 si candidò alle elezioni primarie del Partito Democratico che avrebbero deciso l'alfiere del partito dell'asinello nella corsa verso la Casa Bianca, ma venne sconfitto da Bill Clinton. Morì prematuramente a causa di una polmonite e per un'insufficienza epatica e la moglie Niki Tsongas ne raccolse l'eredità politica.